# Miconia ancistrophora
Miconia ancistrophora är en tvåhjärtbladig växtart som först beskrevs av Charles Wright, och fick sitt nu gällande namn av José Jéronimo Triana. Miconia ancistrophora ingår i släktet Miconia och familjen Melastomataceae. Inga underarter finns listade i Catalogue of Life.